# Ometepec
Ometepec är en ort i Mexiko.   Den ligger i kommunen Ometepec och delstaten Guerrero, i den sydöstra delen av landet, 300 km söder om huvudstaden Mexico City. Ometepec ligger 334 meter över havet och antalet invånare är 17 801.
Terrängen runt Ometepec är kuperad, och sluttar söderut. Runt Ometepec är det ganska tätbefolkat, med 129 invånare per kvadratkilometer. Ometepec är det största samhället i trakten. Omgivningarna runt Ometepec är en mosaik av jordbruksmark och naturlig växtlighet.